# Triuncidia
Triuncidia és un gènere d'arnes de la família Crambidae.

## Taxonomia
- Triuncidia eupalusalis (Walker, 1859)
- Triuncidia ossealis (Hampson, 1899)